# 4380 Geyer
4380 Geyer је астероид главног астероидног појаса са средњом удаљеношћу од Сунца која износи 3,039 астрономских јединица (АЈ).
Апсолутна магнитуда астероида је 11,8.